# Хуан Гојтисоло
Хуан Гојтисоло (шп. Juan Goytisolo; Барселона, 5. јануар 1931 — Маракеш, 4. јун 2017) био је шпански романописац, један од најважнијих писаца генерације педесетих у Шпанији. Његова дела обухватају романе, књиге прича, есеје и путописе. Познат је по свом интелектуалном бунтовништву у време Франка.

## Биографија
Хуан Гојтисоло је рођен 5. јануара 1931. године у Барселони, у грађанској породици. Имао је два брата Хосе Августина и Луиса, и једну сестру Марту Гојтисоло. Ова породица имала је трагичну судбину. За време бомбардовања, од стране домаће авијације, 1938. године погинула је Хуанова мајка, када је он имао само седам година. Годину дана касније, са само осам година, Хуан је сексуално злостављан од стране свог деде, што му је оставило велике трауме. Његов отац стаје на страну Франка, а касније га стиже и болест. Након смрти мајке Гојтисолове је одгајала собарица, Еулаила, а сво четворо похађали су верску школу. Ова трагична судбина обележила је Хуаново детињство и доста је утицало на његов бунтовнички дух, када је Франсиско Франко у питању и његове идеје. Хуанова браћа су под утицајем трагичног детињства постали писци, као и Хуан, иако је сваки од њих изабрао другачије, различите начине стварања. Хосе Августин је постао песник, а млађи брат Луис романописац.
Хуан је започео своје студије права маштајући да једног дана постане славни дипломата и да доста путује. Након што је завршио студије, тачније 1954. године, објавио је свој први роман, Juegos de manos . У овом роману аутор представља групу ликова, адолесцената и академаца, који су огорчени на претварања и веровања у неку бољу реалност која не припада њима, која је немогућа, али и неопходна као бег од њихових неуравнотежених живота.
Само годину дана касније, 1955. године, је изашао нови роман Duelo en el Paraíso. У овом роману, Хуан нам даје слику Грађанског рата на имању El Paraíso, уточиште сирочади из Баскије. Када ова сирочад убију дете, које им је сусед, током својих дечјих игара, овај двобој се завршава. Радња је приказана симболично, алудирајући на рат старијих, односно, Грађански рат у Шпанији.

### Живот у Паризу
Још као веома млад Хуан је одбијао конзервативну и традиционалну Шпанију. Баш због тога је себи наметнуо изгнанство и 1956. године је отишао у Француску, у Париз. Наредних четрдесет година живи у Паризу и сам је једном приликом рекао: „Напуштање Шаније и одлазак у Париз за мене је било ослобођење“. То је град који је познавао његову интелектуалну страну, који га је волео и који је имао велику улогу у његовим делима, као на пример у његовом роману Señas de identidad.
У Паризу је радио као књижевни саветник у издавачкој кући Gallimard, где упознаје своју будућу жену Монику Ланге, која је била књижевни сарадник. Моника је била велика пријатељица француског песника, писца и есејисте Жан Женеа, што је касније веома утицало на Хуана.
Између 1969. и 1975. био је професор књижевности на универзитетима у Калифорнији, Бостону и Њујорку. За то време је истраживао и објавио одлично издање пикарског романа Vida de Estebanillo González, hombre de buen humor.
Хуан доста „гаји“ есеје, путописе, мемоаре, нарацију: Coto vedado (1985), En los reinos de Taifas (1986) y Memorias (2002), који спаја претходна два тома. Његова позиција у издавачкој кући Галимард учинила је да Хуан постане један од најутицајнијих шпанских интелектуалаца у иностранству и шпанској штампи, тачније El País. Он је критичар западне цивилизације, посматрајући је са периферије.
Гојтисоло одлази у Сарајево 1993. године, на позив његове пријатељице, Сузан Сонтаг, којој је касније посветио роман El sitio de los sitios. Исте године написао је и дело Cuaderno de Sarajevo.
Приповедачки глас који живи у Cuaderno de Sarajevo није глас хроничара, већ глас који прикупља епску причу: херој који напушта своју безбедну и добро познату домовину, да би се упутио у хаотични и непредвидив свет, што ће несумњиво довести до трансформације. По свом повратку тај херој ће, као индивудуа, становник и као професионалац постати неко други. Овај смисао подразумева његову прошлост и будућност. Приповедач који се налази између документарне литературе и садашњости с једне стране, коју захтева хроника и херојске фабуле и ванвременског с друге стране, је приповедач којег срећемо у Cuaderno de Sarajevo.
Након смрти Монике, 1996. године, он је изјавио да је стан у ком су живели у Француској као гроб без ње, и зато се одселио у Маракеш.

### Живот у Маракешу
Хуан живи у Маракешу, од 1997. године.
У јуну 2001. године био је почасни члан Уније писаца из Марока (шп. Unión de Escritores de Marruecos (UEM)). Гојтисоло је и члан Међународног парламента писаца (шп. Parlamento Internacional de Escritores) и председник жирија УНЕСКО-а.
Од априла 2007. године библиотека Института Сервантес, у Тангеру, носи његово име.
Композитор Хосе Марија Санчес-Верду прилагодио је Хуанов роман Las virtudes del pájaro solitario опери Пут у Симорг. Премијера је одржана 4. маја 2007. године у позоришту Real у Мадриду.
У новембру 2008. године додељена му је Premio Nacional de las Letras Españolas, коју додељује Министарство културе као признање за књижевну каријеру шпанског аутора. Додељено му је 40.000 евра, и на тој додели су се налазили између осталих и генерални директор Књиге, Рохелио Бланко, Кармен Инглесијас, Хосе Крлос Мајинер, Андер Сорел, Хулија Уседа, Бернардино Мартинес Хернандо, Хуан Антонио Масоливер Роденас, и претходна два победника, Ана Марија Матуте и Раул Гера Гаридо.
Хуан је 2012. године изјавио како оставља писање заувек: „Дефинитивно је. Немам ништа да кажем па је боље да ћутим. Не пишем да бих зарадио новац, нити зато што тако диктира издавачка кућа.“ Наставио је, али само пише књижевне есеје и поезију. Ускоро се очекује објављивање његове прве књиге песама. Он каже везано за ту тему: „Има их девет, ни мање, ни више. Када сам оставио писање, кроз главу ми је прошло јато рода, које су оставиле ове песме.“
Гојтисоло је је са својим првим публикацијама постао контроверзан аутор. Његов рад је био цензурисан у Шпанији између 1963. и 1975. године. Многи се и даље питају како је могуће да писац такве величине и угледа, какав је Гојтисоло, чија су дела позната у целом свету, који је добитник иностраних награда: Хуан Рулфо, Nelly Sach, Еуропалиа Литература, Октавио Паз, никада није примио награду Сервантес у својој родној земљи.

## Борба против осећаја отуђености
У његовим аутобиографским делима, као што је Coto vedado (1985), открива неке од одлућујућих момената у његовом сексуалном и психичком сазревању. Хуан тврди да је француски писац Жан Жене први који му је помогао да превазиђе своје личне табуе и да се помири са својом сексуалном оријентацијом. Имао је односе и са женама и са мушкарцима, али признаје да се осећа сигурније са супротним полом.
Сексуалност сама по себи, је главна компонента његових књижевних дела и његове етике. Сматра да сексуална слобода није ништа мање важна од личне и политичке слободе. Његова сопствена сексуалност је постала средство којим се противио Шпанији, земљи за коју је говорио да га је одбацила и коју он сам одбацује.
Он тврди да се кроз своја дела поново „рађа“ и „оплоди“ своје читаоце.
У романима Reivindicación del conde don Julián и Juan sin tierra, два идеолошки агресивна романа са доста психолошког, религиозног, еротичног и историјског, Гојтисоло као да се мири са својим истинским идентитетом, уклањањем свих инхибиција и лажних идентитета. Ови романи представљају напоре да уништи своју прошлост и успостави везу између политичке и сексуалне моћи.
У роману Juan sin tierra, обрнуо је позитивне и негативне друштвене вредности. Конфликт хетеросексуалности и хомосексуалности. Иако друштво посматра хетеросексуалност са односом чистоће и јасноће, а хомосексуалност као таму и нечистоту, он ове вредности управо обрће. Хетеросексуалност пореди са капитализмом и ропством, а хомосексуалност као побуном против закона.
У роману Reivindicación del conde don Julián истиче своју опсесивну мржњу према традиционалној Шпанији, покушавајући да критикује земљу кроз књижевност и да превазиђе велике књижевнике шпанског канона. Жели да покаже како је земља постала затворена и како појединац, уместо да буде слободан, мора да се бори да би се ослободио смешне традиције.
Агресија симболично кулминира са силовањем и убиством у „домовини“. Лик Алваро, из претходног романа, Señas de identidad, постаје гроф Хулијан, легендарни издајник Шпаније, у свом нападу на „отрцану“ културу домовине. Гојтисоло верује да, да би начинио новог себе (кроз ауторска дела) мора прво да „уништи“ старог себе. Прихватањем личности протераног грофа, он преузима улогу бунтовног, девијантног лика.
Гојтисоло је књижевник посебне врсте, у сваком смислу. Он се брани у политичком, еротском и књижевном смислу. Поноси се тиме што је посебан и користи ту своју необичност да би напао статус кво, иако се његови напади могу гледати из перспективе покушаја да оправда себе у соачавању са светом, који је непријатељски настројен њему.
Он се највише противи католичкој цркви, моралу средње класе, којим је окружен читав свој живот, верујући да су га истакнуте друштвене вредности, којима је научен, издале.
Уместо тога, Гојтисоло настоји да се усклади са „отпадницима“ који су, попут њега, искључени из друштвеног поретка који их окружује и који прети да их уништи. Тема отуђења се стално понавља. Његов рад се снажно суочава са питањем проналажења самог себе у друштву које нас раздваја од наше аутентичне природе. Ово се кроз дела испољава као напор прочишћења од отуђености.
Гојтисолова побуна је против норми његове друштвене класе; против назадне позиције сопствене породице (нарочито вредности за које се залагао његов отац); против суровости и деморализације друштва у којем је рођен; против етноцентризма и потиснуте сексуалности - све су то проблеми у Гојтисоловом свету.
Он тврди да нас статичке културалне установе чувају од спознавања нас самих. Његов рад се своди на замишљању себе изван друштва за које смарта да је сурово по појединца. Он претпоставља да су многе од његових књига првобитно биле забрањене у франкистичкој Шпанији због његовог пркосног става.

## Дела и награде

### Романи
- (1954)
- (1955)
- (1957)
- (1958)
- (1958)
- (1960)
- (1961)
- (1962)
- (1962)
- (1966)
- (1970)
- (1975)
- (1980)
- (1982)
- (1988)
- (1991)
- (1993)
- (1995)
- (1997)
- (2000)
- (2003)
- (2005)
- (2006)
- (2006)
- (2008)
- (2008)
- (2008)

### Есеји
- (1959)
- (1967)
- (1979)
- (1982)
- (1995)
- (1996)
- (1997)
- (1999)
- (2000)
- (2004)
- (2007)
- (2008)
- (2009)

### Остала дела
- (1954)
- (1962)
- (1972)
- (1985)
- (1986)
- (1988)
- (1989)
- (1990)
- (1993)
- (1994)
- (1996)
- (1997)
- (1997)
- (2000)
- (2001)
- (2001)
- (2002)
- (2003)

### Награде
- (1985)
- (1993)
- (1994)
- (1995)
- (2002)
- (2002)
- (2004)
- (2008)
- (2009)
- ) (2012)
- (2012)
- (2012)
- (2014)

### Видео фајл
- Хуан Гојтисоло